# Ball Ground
Ball Ground – miasto w Stanach Zjednoczonych, w stanie Georgia, w hrabstwie Cherokee.

## Demografia
W roku 2010 miasto zamieszkiwały 1433 osoby, a gęstość zaludnienia wynosiła 94,7 osoby/km². W roku 2023 liczba mieszkańców wzrosła do 3039 osób, a gęstość zaludnienia przekroczyła 200 osób/km². Na przestrzeni zaledwie 13 lat zaludnienie Ball Ground zwiększyło się ponad 2,1-krotnie.